# Ці (держава)

Китай наприкінці Чуньцю (5 ст. до н. е.)

36°51′54″ пн. ш. 118°20′24″ сх. д. / 36.865° пн. ш. 118.34° сх. д.
(Слід відрізняти від Ці (Хенань) (Qǐ 杞), 16 ст.- 445 до н. е.)
Ці (Qí 齊 \ 齐), 1046—221 до н. е. — одна з найвідоміших держав доімперського періоду в Китаї. Існувала від заснування Чжоу до кінця періоду Чжаньґо.

## Географія

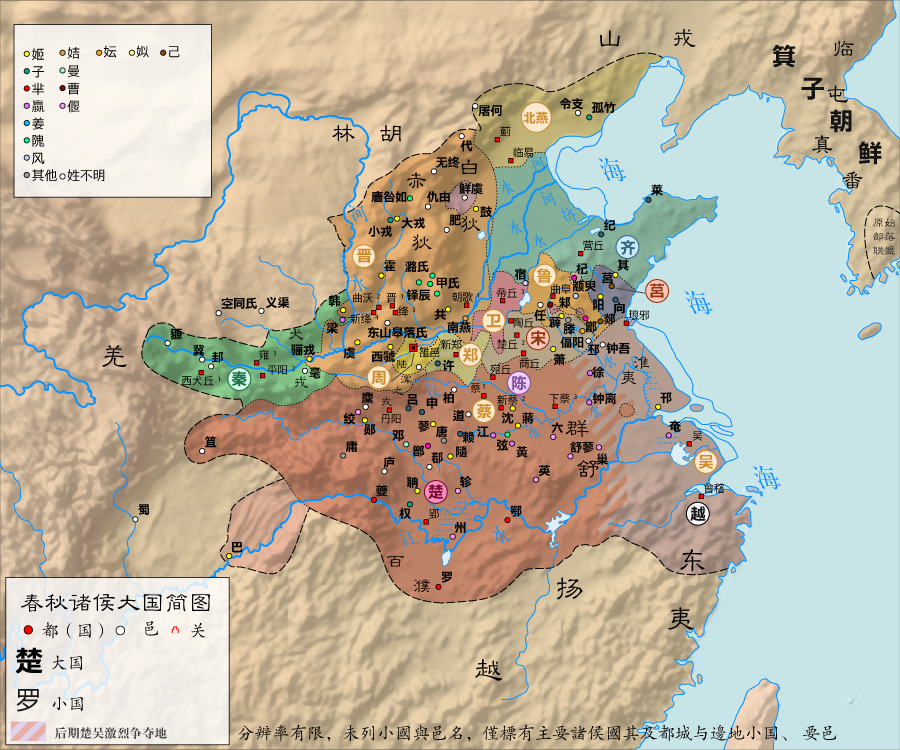
Держави у Китаї за часів Чуньцю (Ці — блакитний колір на узбережжі)

Територія Ці знаходилася на Шаньдунському півострові та мала значну берегову лінію. На північ від Ці знаходилося держава Янь (майбутній Пекін), на південь — держави Лу, а на захід — держави Вей (衞\卫) та Цзінь (晉).

## Історія
Держава Ці була заснована як князівство першим володарем Чжоу — Ву-ваном. Територія Ці була надана генералу Цзян Цзия 姜子牙 (Люй Шан), що не належав до родини Чжоу, але був важливим помічником Ву-вана. Історія Ці, таким чином, розподілюється на два династичні періоди: до 391 до н. е. країною керували нащадки роду Цзян (zh:姜齐); того року владу було остаточно захоплено кланом Тянь 田氏, що поступово посилювався протягом двох попередніх століть (див. Узурпація Ці династією Тянь).

## Культура
- Академія Цзіся